# ويسلي سيلفا سانتوس رودريغيز
ويسلي سيلفا سانتوس رودريغيز (16 يناير 1992 في باهيا في البرازيل – )؛ هو لاعب كرة قدم كان يلعب كمدافع.

## وصلات خارجية
- ويسلي سيلفا سانتوس رودريغيز على موقع رابطة كرة القدم اليابانية للمحترفين (اليابانية)
- ويسلي سيلفا سانتوس رودريغيز على موقع قاعدة بيانات كرة القدم.إي يو (الإنجليزية)
- ويسلي سيلفا سانتوس رودريغيز على موقع Soccerway.com (الإنجليزية)
- ويسلي سيلفا سانتوس رودريغيز على موقع عالم كرة القدم.نت (الإنجليزية)